# Epiplatea hondurana
Epiplatea hondurana är en tvåvingeart som beskrevs av Steyskal 1958. Epiplatea hondurana ingår i släktet Epiplatea och familjen Richardiidae.
Artens utbredningsområde är Belize. Inga underarter finns listade i Catalogue of Life.